# Olavi Rove
Olavi Rove (Helsinki, Finlandia, 29 de julio de 1915-ibídem, 22 de mayo de 1966) fue un gimnasta artístico finlandés, campeón olímpico en Londres 1948 en el concurso por equipos.

## Carrera deportiva
Su mayor triunfo fue conseguir el oro en los JJ. OO. de Londres 1948 en equipos, por delante de suizos y húngaros, siendo sus compañeros de equipo: Paavo Aaltonen, Veikko Huhtanen, Kalevi Laitinen, Sulo Salmi, Aleksanteri Saarvala, Heikki Savolainen y Einari Teräsvirta; y la plata en salto de potro, quedando tras su compatriota Paavo Aaltonen que ganó el oro.
Cuatro años más tarde, gana el bronce en las Olimpiadas de Helsinki 1952 en el concurso por equipos, quedando en el podio tras los soviéticos y suizos, y siendo sus compañeros de equipo: Paavo Aaltonen, Onni Lappalainen, Kaino Lempinen, Berndt Lindfors, Kalevi Laitinen, Heikki Savolainen y Kalevi Viskari.